# شتاير بوش بينزغاور
بينزغاور تنتمي الى عائلة مركبات دفع رباعي عالية الحركة لجميع التضاريس (4 × 4) و 6عجلات (6 × 6). طُورت المركبة الأصلية في أواخر الستينيات وصُنعت بواسطة شركة شتاير دايملر بوخ   في مدينة غراتس ، بالنمسا ، وسميت على سلالة الماشية النمساوية بينزغاور. في السنوات الأخيرة يتم تصنيعها في مدينة غلدفورد مقاطعة سري، إنجلترا بواسطة بي أيه إي سيستمز لاند آند أرمنت . كانت رائجًة بين تجار الأسلحة،  واستمرت عملية الإنتاج هناك الى نهاية القرن الماضي.

## نموذج 712 ، 6 × 6

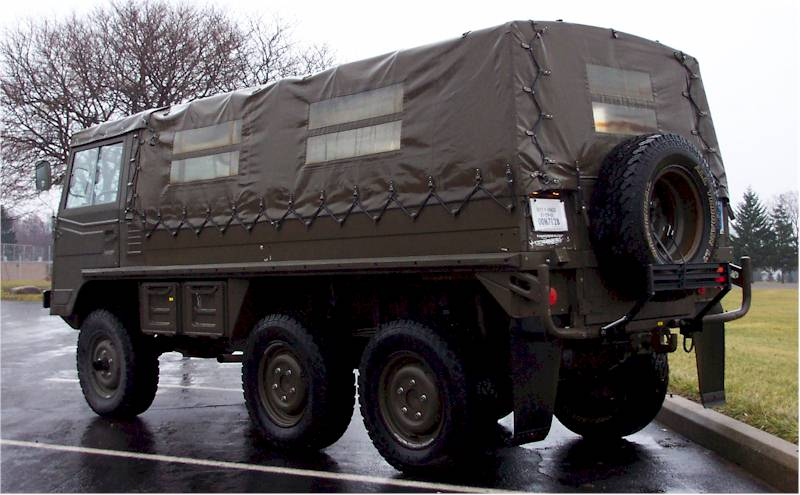
شتاير بوش بينزغاور نموذج 712ام 6 × 6

## في الأسواق العالمية

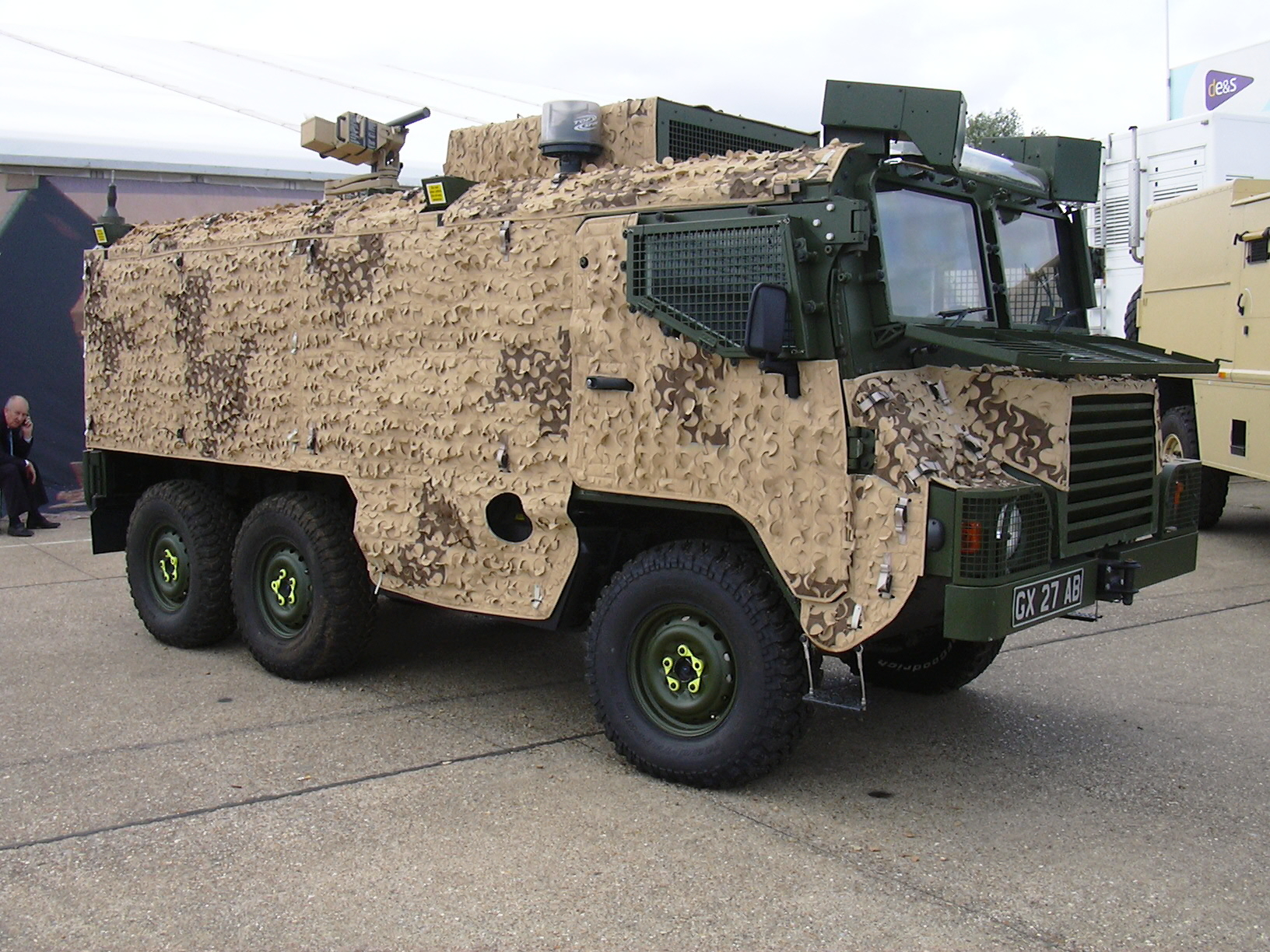
ناقلة بينزغاور الجيش البريطاني

المستخدمون العسكريون هم:
- الأرجنتين
- النمسا
- بوليفيا
- قبرص
- لبنان
- ليتوانيا
- ماليزيا
- نيوزيلندا[3]
- مقدونيا
- الجبل الأسود
- السعودية
- صربيا
- عُمان
- إسواتيني
- المملكة المتحدة[4]
- الولايات المتحدة
- أوكرانيا[5][6]
- فنزويلا

## أنظر أيضا
- شتاير بوش هافلينجر
- همفي (HMMWV)
- جيب
- لاند روفر وولف
- لاند روفر 101 التحكم الأمامي
- مرسيدس بنز جي كلاس
- تويوتا ميجا كروزر
- تويوتا نوع 73 شاحنة متوسطة
- UAZ-469
- يونيموج
- فولفو C303